# ایرلینک
ایرلینک (به انگلیسی: Airlink) یک شرکت هواپیمایی با کد یاتا 4Z است که در تاریخ ۱۹۹۵ میلادی تأسیس شده‌است. دفتر مرکزی ایرلینک در ژوهانسبورگ، خاوتنگ، آفریقای جنوبی واقع شده‌است و قطب این شرکت هواپیمایی در فرودگاه بین‌المللی اولیور تامبو قرار دارد و به ۳۱ مقصد، پرواز مستقیم انجام می‌دهد.

## مقصدهای پروازی

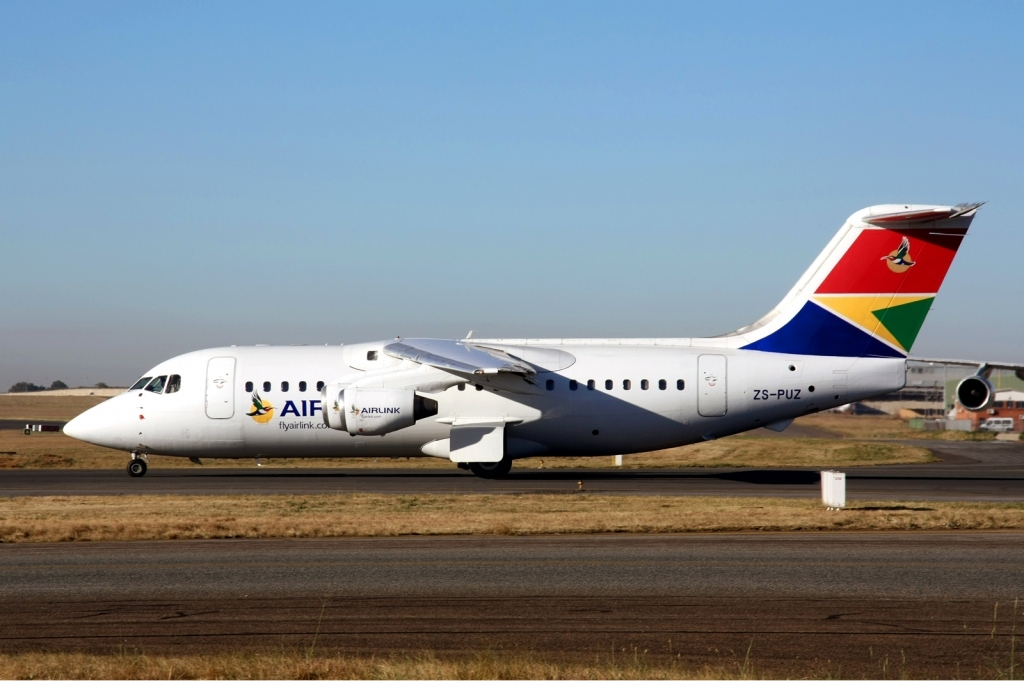
یک فروند بی‌ای‌ئی ۱۴۶ ایرلینک.

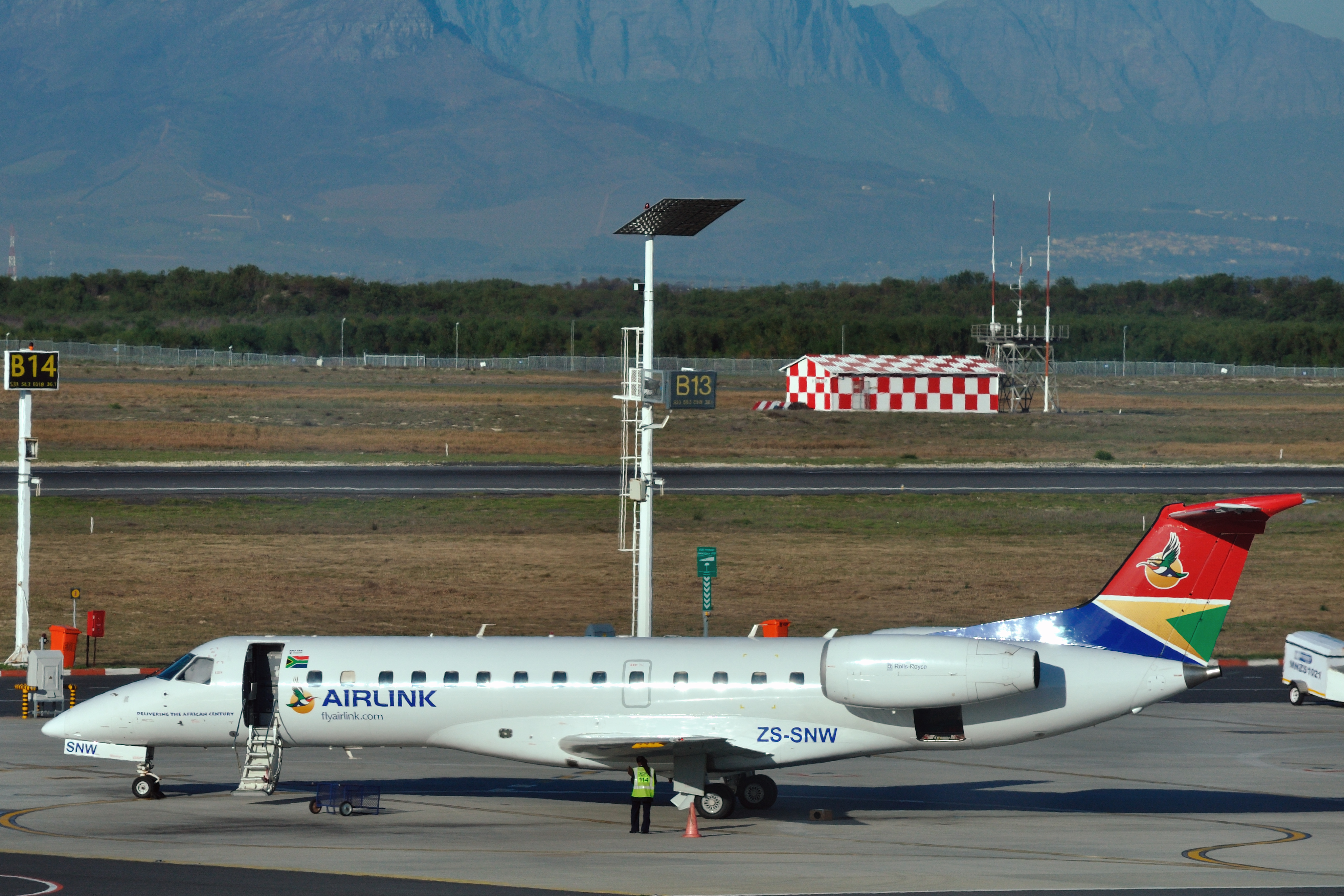
یک فروند امبرائر ئی‌آرجی-۱۳۵ال‌آر ایرلینک.

مقصدهای پروازی ایرلینک به شرح زیر است:
| Hub | قطب شرکت هواپیمایی |
| ¤   | شهرهای کانونی      |
| ^   | مسیرهای آتی        |
| [T] | مسیرهای متوقف‌شده   |